# Elina Rodríguez
Elina María Rodríguez (El Trébol, 11 de febrero de 1997) es una jugadora de voleibol argentina que forma parte de la selección nacional. En mayo de 2022 anunció su retiro de la selección mediante un comunicado en sus redes sociales,sin embargo en 2024 retornó al equipo nacional tras recibir una convocatoria de Daniel Castellani.

## Trayectoria

### Club
Elina Rodríguez comenzó su carrera en su país en la temporada 2014-15 cuando debutó en la Liga Femenina de Voleibol Argentino con la camiseta de San Lorenzo. Tras cuatro años en el ciclón, pasó a la Serie A de la Superliga Brasilera para la temporada 2018-19, fichada por Barueri.
Al finalizar el campeonato brasileño, en abril de 2019 llega a la Serie A1 italiana, y concretamente al Imoco, para la parte final de la temporada 2018-2019, culminando con la obtención del campeonato. Para la siguiente temporada aterriza en el Mondovi en la Serie A2, mientras que en el campeonato 2020-21 es transferida en la Ligue A francesa con el Vandœuvre Nancy. Con este equipo disputó la Challenge Cup 2020/2021, terminando en el quinto lugar. En 2021 fue transferida a otro club francés, el Paris St Cloud, con el que terminó en la 10.ª posición de la liga y en el quinto puesto de la Copa francesa.
Para la temporada 2022 fichó por el Fluminense brasilero, logrando un tercer lugar en la Copa Brasil 2023, un subcampeonato estadual en 2022 y un quinto lugar en la Superliga, el mejor resultado en la historia para el club. En mayo de 2023 el club anunció la renovación de su contrato por otra temporada.En mayo de 2024 el club turco de primera división Sigorta Shop hizo pública su contratación pero antes de finalizar la temporada, y tras disputar solo dos partidos con el club, la institución rescindió el contrato con la jugadora.

### Selección nacional
Paralelamente a su carrera en la selección juvenil, fue convocada a la selección absoluta de Argentina en 2014, ganando los Juegos Suramericanos. Con la Selección, ganó medallas de bronce en la Copa Challenger de Voleibol y en los Juegos Panamericanos de 2019, así como el premio individual a la mejor atacante en la Copa Panamericana 2018.
Compitió en los Juegos Olímpicos de 2020.